# Luis Carlos Ibarra
Luis Carlos Ibarra Cansero (Tucumán, 18 de septiembre de 1964-Buenos Aires, 20 de septiembre de 1998) fue un futbolista argentino que jugaba como arquero. Se destacó jugando en el fútbol boliviano.

## Carrera
Jugó en Atlético Tucumán y San Martín de Tucumán, antes de migrar a Bolivia. Allí jugó para The Strongest y San José de Oruro, con los que se consagró campeón de la Primera División de Bolivia y con los que luego respectivamente actuó en la Copa Libertadores de América de 1994 y 1996. 
Retornó a su país a mediados de 1996 para unirse a San Martín de Tucumán en la Primera B Nacional. Al año siguiente fue fichado por Tigre. 

## Crimen y suicidio
Ibarra estaba casado con Yovana Riveros Vargas, una ciudadana boliviana, y tenía dos hijas de 1 y 3 años al momento de su deceso. En la madrugada del domingo 20 de septiembre de 1998, el futbolista dejó a sus hijas a cargo del portero del edificio de la calle Libertad de la localidad de Martínez donde vivía, y luego subió hasta su departamento, donde ahorcó a su esposa con un cinturón hasta dejarla sin vida y se arrojó al vacío para causarse la muerte. El hombre dejó una carta donde pedía perdón por sus actos.